# ياغيلونيا بياويستوك
شركة مخزون ياغيلونيا بياويستوك الرياضي (بالبولندية: Jagiellonia Białystok Sportowa Spółka Akcyjna) أو كما يُعرف اختصارًا باسم ياغيلونيا بياويستوك (بالبولندية: Jagiellonia Białystok)، هو نادي كرة قدم بولندي محترف يلعب في الدوري البولندي الممتاز. تأسس ياغيلونيا بياوبستوك بتاريخ 30 مايو 1920، ويقع مقره في بياويستوك. 
حصل الفريق على الدوري البولندي الممتاز مرة واحدة موسم 2023-24، وحصل كذلك على كأس بولندا مرة واحدة، وعلى كأس السوبر البولندي مرة واحدة، وعلى دوري الدرجة الأولى مرة واحدة. يلعب الفريق مبارياته على ملعب مييسكي الواقع في بياويستوك، ويتسع الملعب لحوالي 33,370.

## التاريخ

### تأسيس النادي والبداية
تأسست ياغيلونيا بياويستوك على يد جنود في كتيبة الاحتياط التابعة لفوج المشاة 42 في 30 مايو 1920، واختُصِر الاسم الأصلي للفريق إلى KSBZ 42 PP. كانت مباراتهم الأولى ضد فريق كريسوفكي، حيث فازوا بنتيجة 5-1، وفي وقت لاحق، غُيِّر اسم الفريق إلى WKS 42 PP، وهو اختصار لاسم نادي الجيش الرياضي. في 2 نوفمبر 1930، خسر الفريق بنتيجة 1-2 أمام WKS 82 PP في المباراة الفاصلة للصعود إلى الدرجة الأولى. في 27 يناير 1932 كانت أول مرة يتم فيها إدخال مصطلح ياغيلونيا في اسم النادي، عندما غُيِّر اسمه إلى نادي ياغيلونيا بياويستوك الرياضي، ويشير مصطلح ياغيلونيا إلى سلالة ياغيلون التي حكمت بولندا لمدة قرنين من الزمان. في نفس الوقت تقريبًا قُدِّم شعار النبالة للنادي أيضًا بألوانه الحمراء والصفراء.
وفي عام 1938 وبسبب المشاكل المالية، حُلَّ النادي وتوقف عن النشاط حتى إعادة تنشيطه في عام 1945، وفي يونيو من العام التالي ومع وجود الحكومة الجديدة لم يكن هناك مكان للفريق، ويرجع ذلك في الغالب إلى التاريخ بين البلاشفة وفوج المشاة 42 في عام 1920. في 26 يناير 1957 أدى اندماج فريقي بودوفلاني بياويستوك وسبارتا بياويستوك إلى تنشيط الفريق مرة أخرى.

### فترة الثلاثينيات
في منتصف الثلاثينيات بدأت بياويستوك تواجه مشاكل، لم تكن المدينة قادرة على الحفاظ على النادي، وفي عام 1932، قام الجيش المتمركز في بياويستوك بدور نشط في محاولة إنقاذ النادي، إلى جانب الحكومة البلدية في عام 1936، ولم يحل هذا القرار المشكلة تمامًا. غُيِّر اسم النادي إلى «نادي ياغيلونيا العسكري الرياضي». في عام 1938 انضم النادي للدوري البولندي الدرجة الثانية موسم 1937–38، لكنه اضطر إلى الانسحاب بعد فترة وجيزة لأسباب مالية، وأُلغيت جميع المباريات واضطر جميع اللاعبين إلى البحث عن أندية جديدة. انضم معظم اللاعبين إلى فريق بياليستوك القوس، ولعبوا هناك لمدة موسمين قبل اندلاع الحرب العالمية الثانية في عام 1939.

### ما بعد الحرب العالمية الثانية
بعد الحرب العالمية الثانية أُحيا النادي جزئيًّا بواسطة كارول كوفالشينسكي، ولكنه لم يدم طويلًا حيث حُلَّ النادي مرة أخرى في 20 يونيو 1946، وأُسِّسَ مكان الفريق فريق آخر يُسمى «موتور بياويستوك»، الذي أصبح بطل منطقة بياويستوك، وصعد إلى البطولة البولندية في عام 1946. وفي العام التالي انضم الفريق إلى المنافسة على البطولة وصعد إلى الدوري الأول. وفي عام 1949، كان لدى بياويستوك فريق جديد يسمى «بودوفلاني بياويستوك»، وفي عام 1951 اندمج فريق «موتور بياويستوك» مع «بودوفلاني بياويستوك»، وفي عام 1955، غير الفريق اسمه إلى ياغيلونيا بياويستوك، وفي 26 يناير 1957 أدى اندماج ناديي «ياغيلونيا بياويستوك» و«سبارتا» إلى تكوين نادٍ يسمى ياغيلونيا.

### فترة السبعينيات
في أوائل السبعينيات لعب الفريق في الدوري البولندي الدرجة الأولى وفي الدوري المحلي، وتغير وضع الفريق عندما أصبح ميشال أوربان مدربًا للفريق، وبدأ اللاعبون في الذهاب إلى معسكر تدريب حديث مع التدريبات الحديثة، بدأ العديد من اللاعبين الشباب اللعب للنادي، بما في ذلك الممثلين المستقبليين للمنتخب البولندي للناشئين، وانضم غرزيغورز بييلاتوفيش للنادي بوظيفة المستكشف، ووجد عددًا قليلًا من المواهب الشابة من المنطقة الشمالية الشرقية، من بينهم جيرزي زويلان الذي كان ثاني أفضل هدافي الدوري البولندي الدرجة الثانية موسم 1975–76 وسجل 13 هدفًا، وبدأ الفريق في تحقيق بعض النجاح وصعد الفريق إلى القسم الثاني بعد فوزه في التصفيات التمهيدية في موسم 1974–75، وصعد الفريق في النهاية إلى الدوري البولندي الدرجة الثانية في عام 1975، ولكن النجاح لم يدم طويلاً بعد أن ظل هناك لمدة 3 مواسم فقط، وهبط الفريق في عام 1978. في نهاية السبعينيات بدأ جيرزي بويتو وليزيك فريليك وريزارد كارالوس وزبيغنيو سكوتشيلاس مشروع كبير للشباب لجلب فريق جديد قوي وشاب.

### فترة الثمانينيات
في موسم 1982–83 حقق النادي بقيادة غرزيغورز بييلاتوفيش صدارة الدوري البولندي الدرجة الثانية بفارق تسع نقاط عن صاحب المركز الثاني غفاردي شتشيتنو، مما أدى إلى صعود الفريق إلى القسم الثاني، ومع الحاصل على الميدالية الفضية الأولمبية المدرب جانوش فويسيك لعب الفريق عددًا من المواسم الجيدة في القسم الثاني، حيث احتل المركز الثالث في عام 1986، وفي العام التالي صعد الفريق إلى الدرجة الأولى للمرة الأولى في تاريخ النادي، وكان أفضل هداف في المسابقة هو جاسيك باير الذي سجل 20 هدفًا لياغيلونيا.

### الصعود إلى الدوري البولندي الممتاز

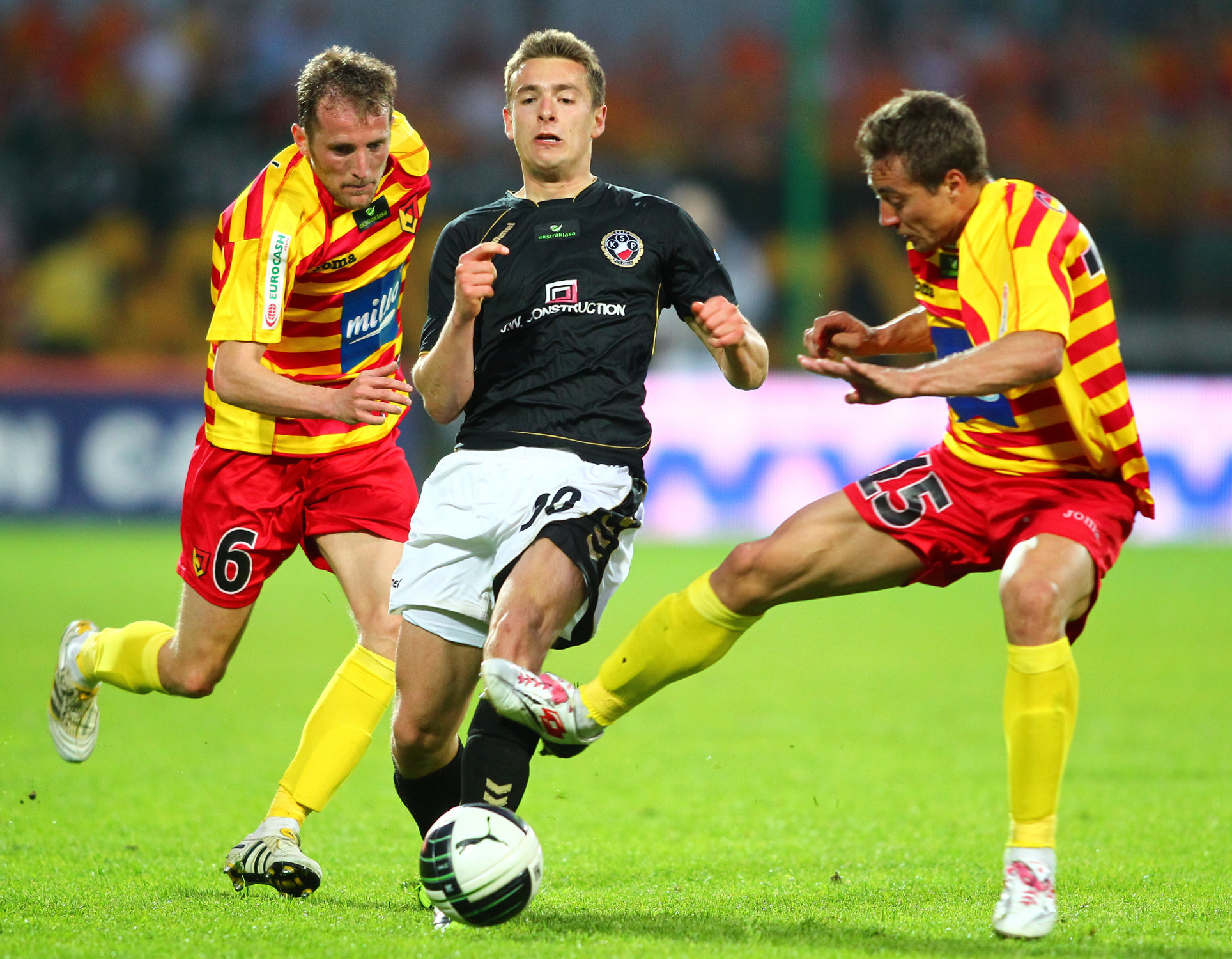
لقطة من مباراة للفريق ضد بولونيا وارسو

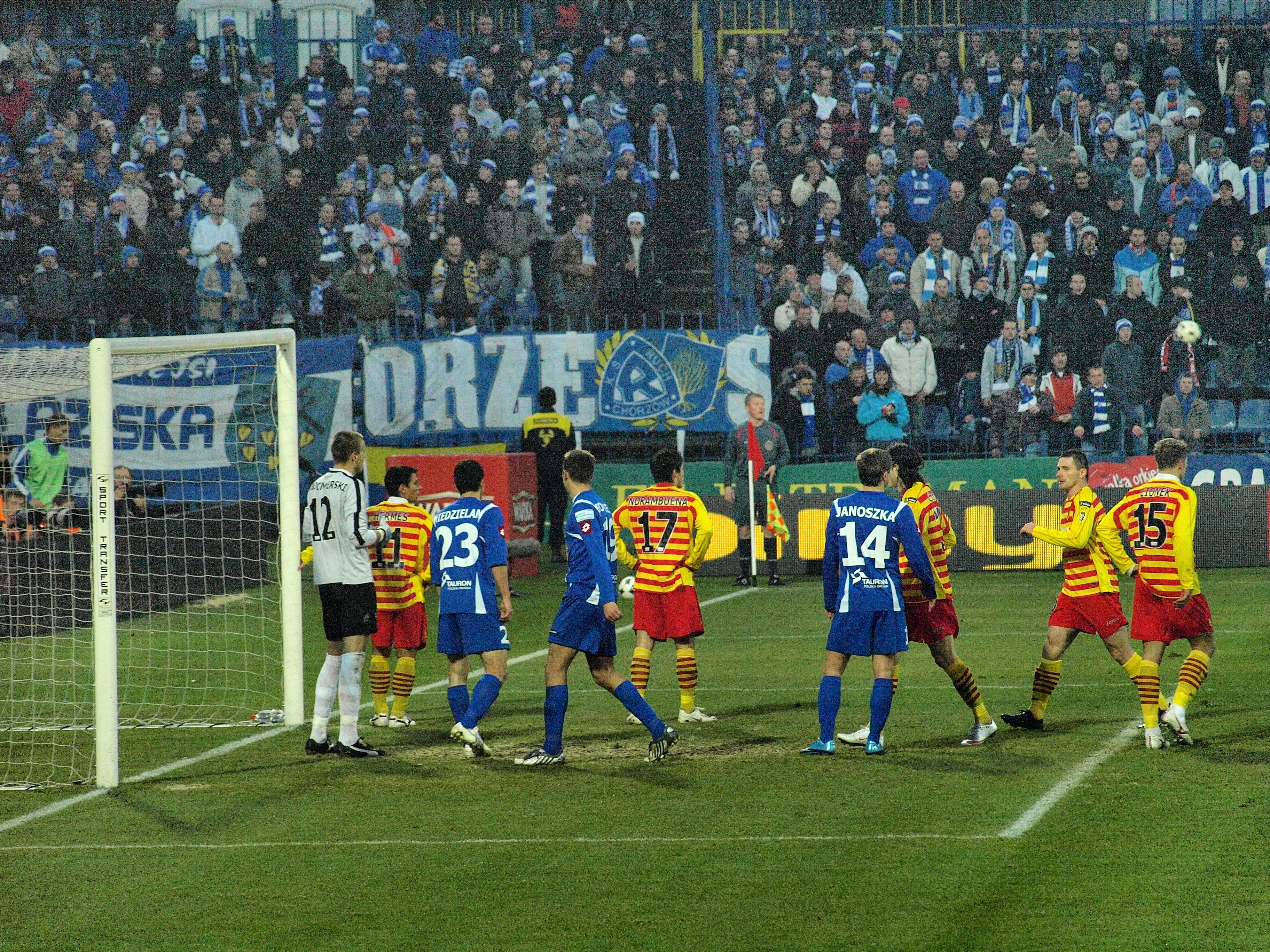
لقطة من مباراة للفريق ضد رتش شوروزو بتاريخ 11 سبتمبر 2009

لم تكن المواسم القليلة الأولى جيدة للفريق، حيث احتلوا المركز الثامن مرتين ثم المركز السادس عشر، مما أدى لهبوطهم إلى الدوري البولندي الدرجة الثانية، وبعد عام خسر الفريق التصفيات التصفيات المؤهلة للدوري البولندي الممتاز بركلات الترجيح ضد زاجوبي سوسنوفيك. في العام التالي أنهى الفريق الدوري في المركز الثاني، وتأهل إلى الدوري البولندي الممتاز ولكن بعد موسم واحد فقط هبط الفريق للدرجة الثانية، واستمر في الهبوط حتى وصلوا إلى الدرجة الرابعة، ولكن في غضون 3 سنوات تأهل الفريق إلى الدرجة الثانية. في عام 2007 تأهل الفريق إلى الدرجة الأولى، ولم يهبطوا مرة أخرى. في أول موسم أنهى الفريق الدوري في المركز الرابع عشر برصيد 27 نقطة، وكان العام التالي أفضل، حيث أنهى النادي الدوري في المركز الثامن برصيد 34 نقطة، وفي عام 2009، عوقب النادي بخصم 10 نقاط؛ بسبب فضيحة فساد ارتكبها الرئيس السابق للنادي. كان أول نجاح للنادي هو موسم 2009–10، حيث فاز الفريق بكأس بولندا، بعد فوزه في النهائي على بوغون شتشين بهدف سَجَّلَه أندريوس سكيرلا.

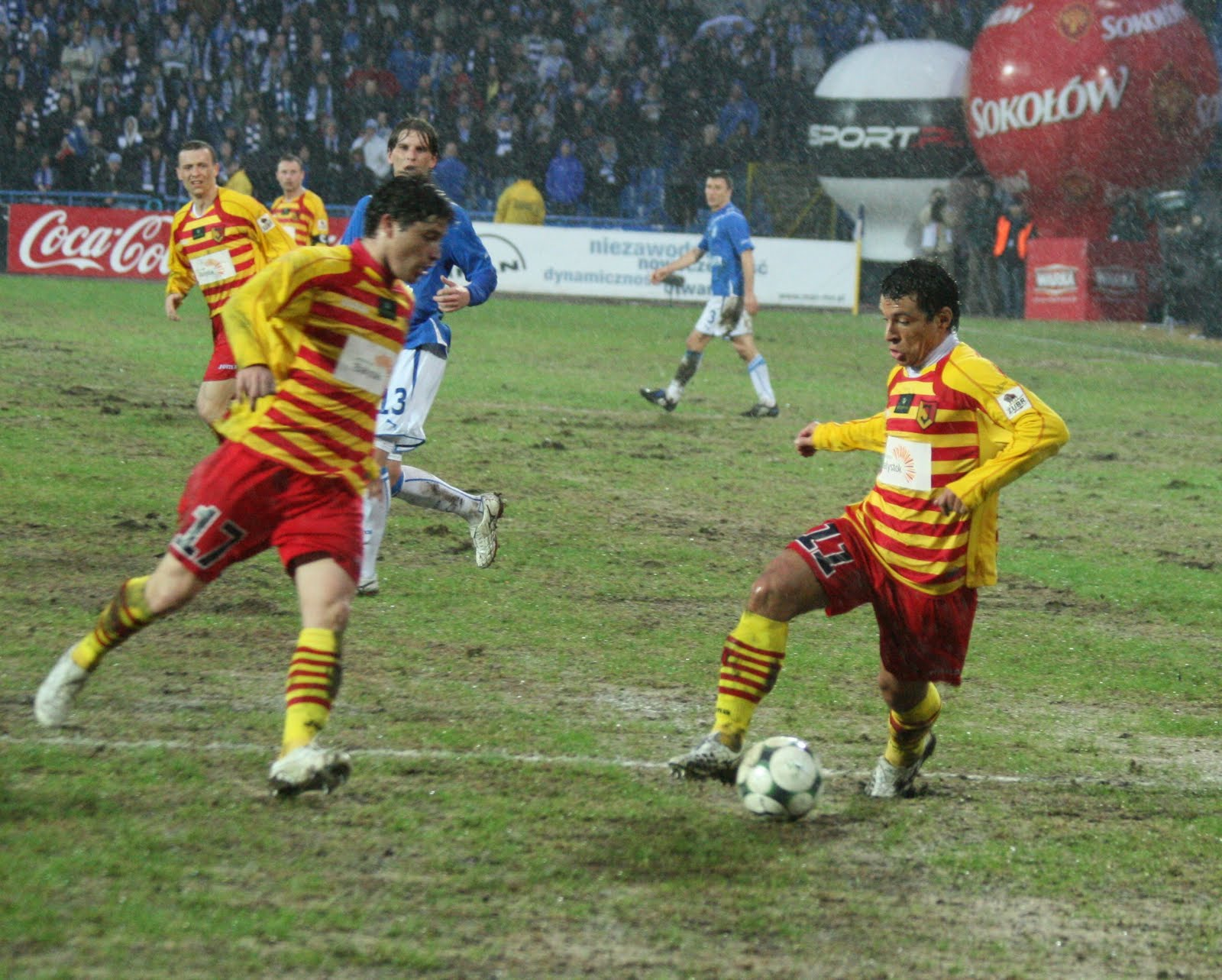
لقطة من مباراة للفريق ضد لخ بوزنان

كان موسم 2014–15 هو ثاني أكثر المواسم نجاحًا، حيث احتل الفريق المركز الثالث، وفي موسم 2016–17 كان ياغيلونيا بياويستوك وصيفًا للمرة الأولى في تاريخ النادي، تحت قيادة ميشال بروبيرز حصل الفريق على المركز الثالث. أصبح إيرينوش مامروت مدرب النادي الجديد في يونيو 2017، وتحت قيادته فاز النادي بالميدالية الفضية، حيث احتل المركز الثاني في سباق ضيق للغاية للبطولة البولندية، وبالتالي حصل على مكان في الدوري الأوروبي للمرة الثانية على التوالي.

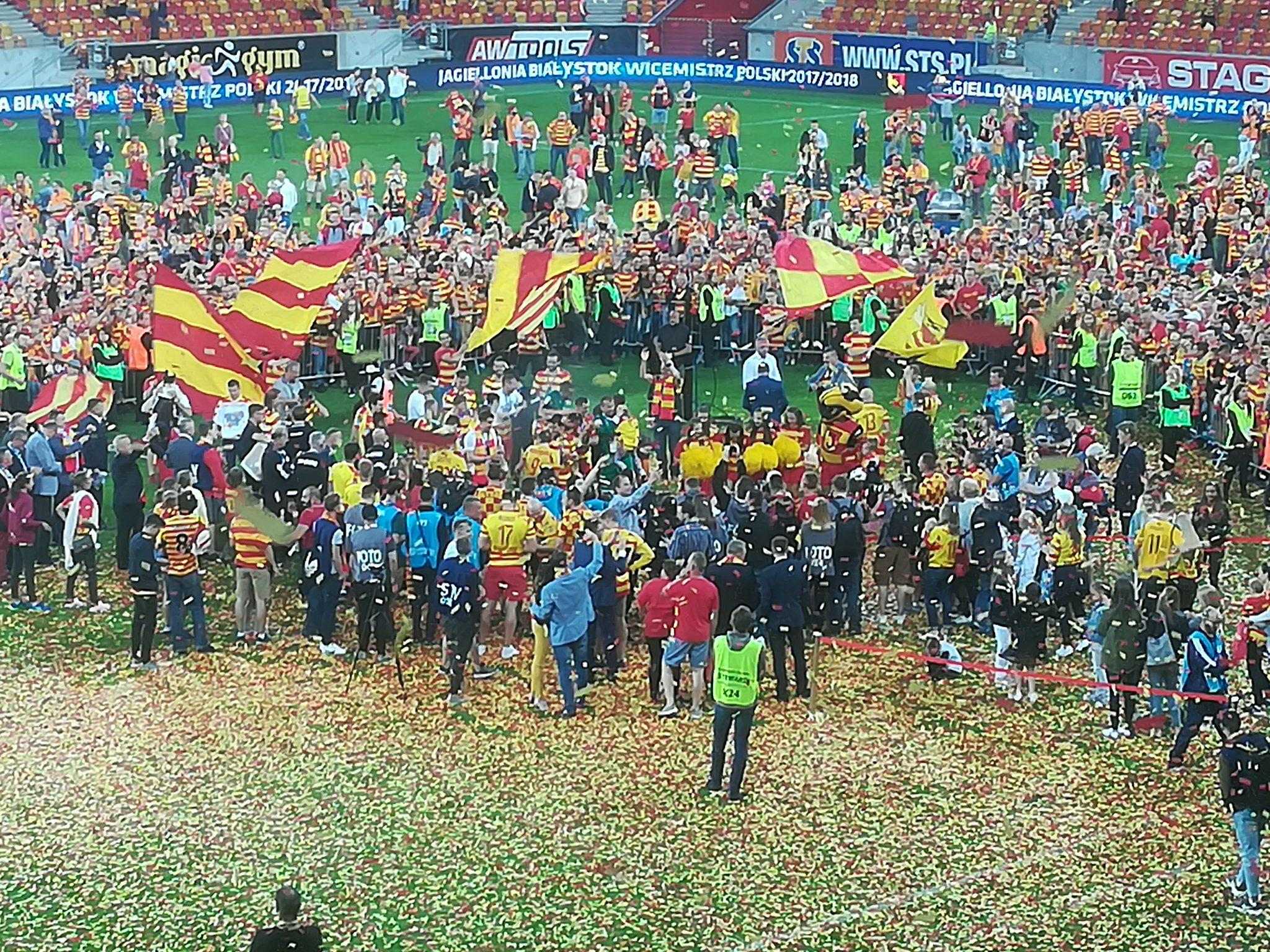
أنصار الفريق في 20 مايو 2018

في يناير 2019 أصبح رافاي جرزيب الذي خاض أكبر عدد من المباريات مع النادي وقائده لفترة طويلة مساعد المدرب الجديد للنادي، وتقاعد رسميًّا من لعب كرة القدم. في 23 أغسطس 2019 سجل خيسوس إيماز أول هاتريك في تاريخ النادي في الدوري البولندي الممتاز.

## الفريق

### التشكيلة الحالية
آخر تحديث للتشكيلة كان بتاريخ 28 ديسمبر 2020:
| الرقم | الجنسية        | المركز | الاسم               |
| ----- | -------------- | ------ | ------------------- |
| 1     | لاتفيا         | حارس   | بافيلس ستينبورس     |
| 2     | سلوفاكيا       | مدافع  | أندريه كادليك       |
| 3     | بولندا         | مدافع  | بلازي أوغستين       |
| 6     | بولندا         | وسط    | تاراس رومانكزوك     |
| 8     | بولندا         | وسط    | برزيميسو ميستكوفسكي |
| 9     | بولندا         | مهاجم  | سيمون سوبكزاك       |
| 10    | بولندا         | وسط    | ماسييه ماكوسزيفسكي  |
| 11    | إسبانيا        | وسط    | خيسوس إيماز         |
| 13    | ليتوانيا       | وسط    | فيدور تشيرنيتش      |
| 14    | جمهورية التشيك | وسط    | توماش بييكريل       |
| 15    | كندا           | وسط    | كريس توارديك        |
| 16    | بولندا         | وسط    | أريل بوريسيوك       |
| 17    | كرواتيا        | مدافع  | إيفان رون           |
| 19    | آيسلندا        | مدافع  | بوفار بوفارسون      |

| الرقم | الجنسية        | المركز | الاسم                 |
| ----- | -------------- | ------ | --------------------- |
| 21    | كرواتيا        | مهاجم  | جاكوف بوليتش          |
| 23    | إسبانيا        | وسط    | فرنان لوبيز           |
| 25    | رومانيا        | مدافع  | بوغدان أور            |
| 26    | جمهورية التشيك | وسط    | مارتن بوسبيتشيل       |
| 27    | بولندا         | مدافع  | بارتومييه فدوفيك      |
| 28    | بولندا         | وسط    | كامل فوتكوفسكي        |
| 31    | بولندا         | مهاجم  | بارتوز بيدا           |
| 32    | بولندا         | وسط    | ماتيوز فيادوفسكي      |
| 33    | بولندا         | حارس   | هيبرت غوستومسكي       |
| 36    | بولندا         | مهاجم  | ماسييه بورتنيكزاك     |
| 38    | بولندا         | مدافع  | بافي أولسزيفسكي       |
| 44    | بولندا         | مهاجم  | كرزيسزتوف توبوركيفيكز |
| 55    | بولندا         | حارس   | خافيير دزيكونسكي      |
| 96    | بولندا         | حارس   | داميان فيغالرز        |

### لاعبون معارون

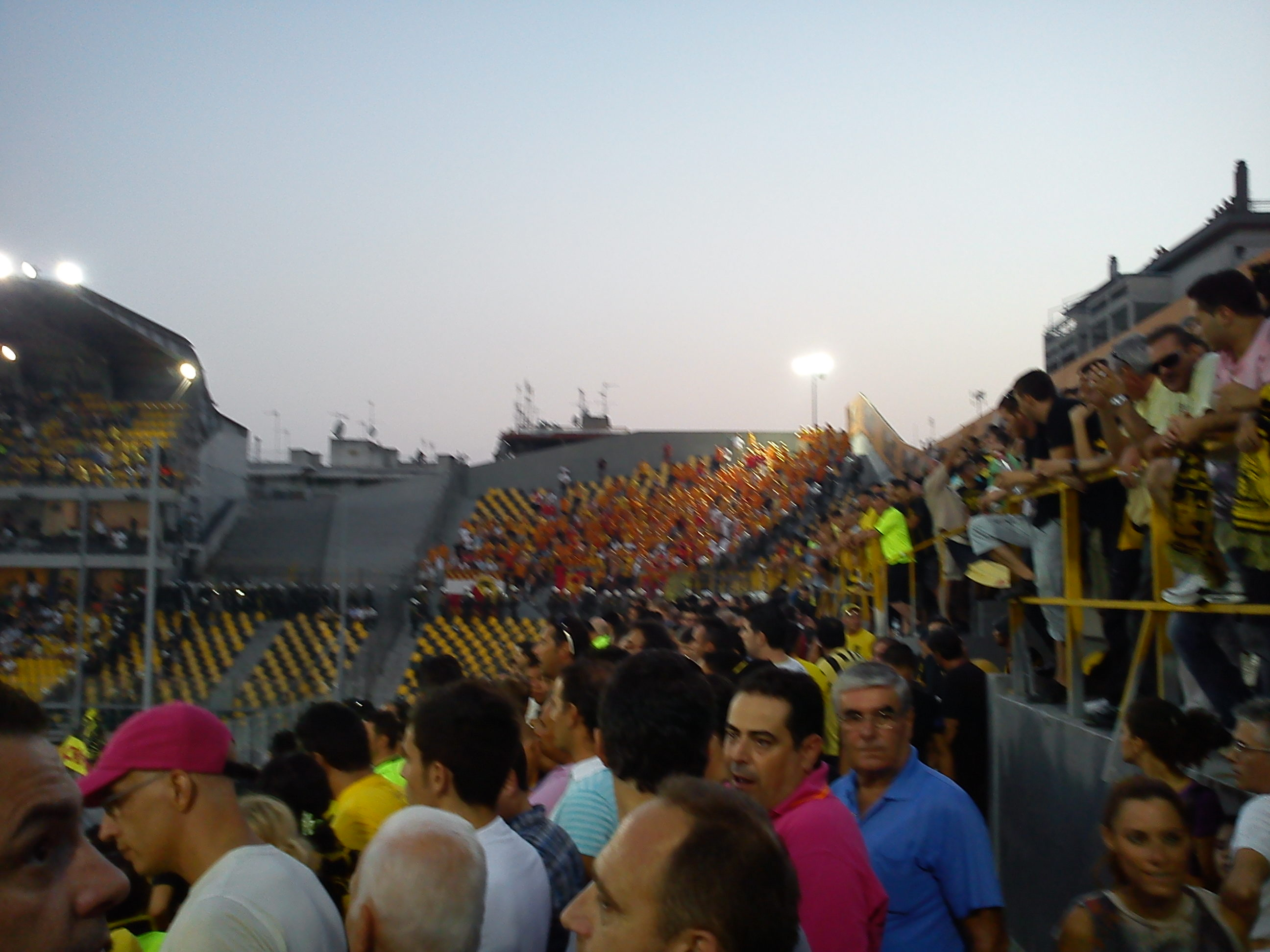
جماهير الفريق في مباراة ضد أريس تسالونيكي بتاريخ 8 مايو 2010

آخر تحديث كان بتاريخ 28 ديسمبر 2020 : 
| الجنسية | المركز | الاسم            | النادي المعار إليه |
| ------- | ------ | ---------------- | ------------------ |
| بولندا  | حارس   | بلازيه نيزغودا   | سوكو أوسترودا      |
| كرواتيا | مدافع  | زوران أرسينيتش   | رييكا              |
| بولندا  | مدافع  | فويتشيك بيشكو    | ستال ميليك         |
| بولندا  | مدافع  | بافيل غيراك      | فيغري سواكي        |
| بولندا  | مدافع  | ميشال أوزغا      | فيغري سواكي        |
| بولندا  | مدافع  | دافيد شيمونوفيتش | كراكوفيا           |
| إسبانيا | وسط    | خوان كامارا      | دينامو بوخارست     |

| الجنسية  | المركز | الاسم             | النادي المعار إليه |
| -------- | ------ | ----------------- | ------------------ |
| سلوفاكيا | وسط    | مارتن كوشال       | نادي سينيتسا       |
| بولندا   | وسط    | بارتوز كفييتسيان  | أركا غدينيا        |
| بولندا   | وسط    | شيمون لابينسكي    | بيشاتوف            |
| بولندا   | وسط    | كارول ستروكي      | غورنيك وانشنا      |
| صربيا    | مهاجم  | أوغنيين مودرينسكي | غوريكا             |
| بولندا   | مهاجم  | ماسييه ماس        | بيشاتوف            |

## الجهاز الفني
آخر تحديث كان بتاريخ 28 ديسمبر 2020 : 
| الوظيفة          | الجنسية | الاسم              |
| ---------------- | ------- | ------------------ |
| المدير الفني     | بولندا  | بوغدان زاك         |
| مدرب حرَّاس المرمى | بولندا  | ياروسلاف تكوتش     |
| مساعد المدرب     | بولندا  | رافال غرزيب        |
| مساعد المدرب     | بولندا  | غيرارد يوشتشاك     |
| المدير الرياضي   | بولندا  | سيزاري كوليشا      |
| مدير الأكاديمية  | بولندا  | سلافومير كوبشيفسكي |

## شعار وزي النادي

تأتي ألوان الفريق ذات اللون الأصفر والأحمر من شعار مدينة بياويستوك

ظهر شعار النادي وألوانه لأول مرة عام 1932، يتكون الشعار الأصلي للنادي من حرف "J" باللون الأسود ودرع باللون الأصفر والكرز الأحمر، بينما كان العلم والقمصان الخاصة بالنادي باللونين الأبيض والأسود، ولم يُستخدم اللون الأصفر والأحمر كألوان للنادي حتى منتصف الثمانينيات من القرن الماضي، عندما بدأ المشجعون في استخدام الأصفر والأحمر كألوان النادي، لكن الوثائق الرسمية في ذلك الوقت لا تزال تستخدم اللونين الأبيض والأسود. حاليًا الألوان الرسمية للفريق هي الأصفر والأحمر.

## فضيحة فساد
بدأ التحقيق في تورط الفريق في فضيحة الفساد التي حدثت بواسطة إدارة الانضباط في الاتحاد البولندي لكرة القدم في 20 يونيو 2008، عندما قام مكتب المدعي العام الوطني في فروتسواف بتسليم الوثائق المتعلقة بالتلاعب بنتائج 6 مباريات في الدوري البولندي الدرجة الثانية موسم 2004–05 للنادي، وفي 26 يونيو 2008، أجلت إدارة الانضباط الموعد الذي سيقرر مصير النادي، وفي 10 يوليو كان هناك تأجيل آخر لإجراءات التأديب ضد النادي حتى تتمكن إدارة الانضباط من الحصول على مساعدة من وزير العدل للحصول بشكل أسرع على المزيد من الوثائق من المدعي العام. في 12 فبراير 2009 أصبح الفريق النادي العاشر الذي يشارك في فضيحة الفساد، وفرضت إدارة الانضباط عقوبة الهبوط في الموسم التالي، بعد أن أصبح الحكم نهائيًا لخمسة حسابات للجرائم الرياضية، وفي 24 مارس 2009 قدم النادي استئنافًا ضد القرار، وفي 29 أبريل 2009 ألغت المحكمة عقوبة الهبوط، وبدلًا من ذلك خصمت من الفريق 10 نقاط في الموسم التالي، وفرضت غرامة قدرها 300 ألف زلوتي.

## ملعب مييسكي
بُني أول ملعب رسمي للفريق في عام 1971، وكان يضم 15,000 مقعدًا، وبعد ذلك بعامين تضاعفت سعة الملعب، وكان اسمه في الأصل ملعب هيتمان بياويستوك أو ملعب الحرس، وفي عام 2006 استحوذت مدينة بياويستوك على الاستاد، وأُعيد تسميته إلى ملعب مييسكى أو الملعب البلدي، ويلعب النادي حاليًا مبارياته على على هذا الملعب. في عام 2008 تولت شركة إنشاءات فرنسية بولندية مهمة تجديد الملعب ليصبح أكثر حداثة، ومع ذلك في عام 2012 وبسبب التأخير، أنهت المدينة العقد مع الشركة واستأجرت شركة جديدة لإنهاء الوظيفة، وتعاقدت مع شركة كونسورتيوم الإسبانية البولندية لإنهاء الوظيفة بمبلغ 254 مليون زلوتي بولندي (75 مليون دولار أمريكي)، وتم الانتهاء من الاستاد الجديد الذي يضم 22,372 مقعدًا في نهاية عام 2014.

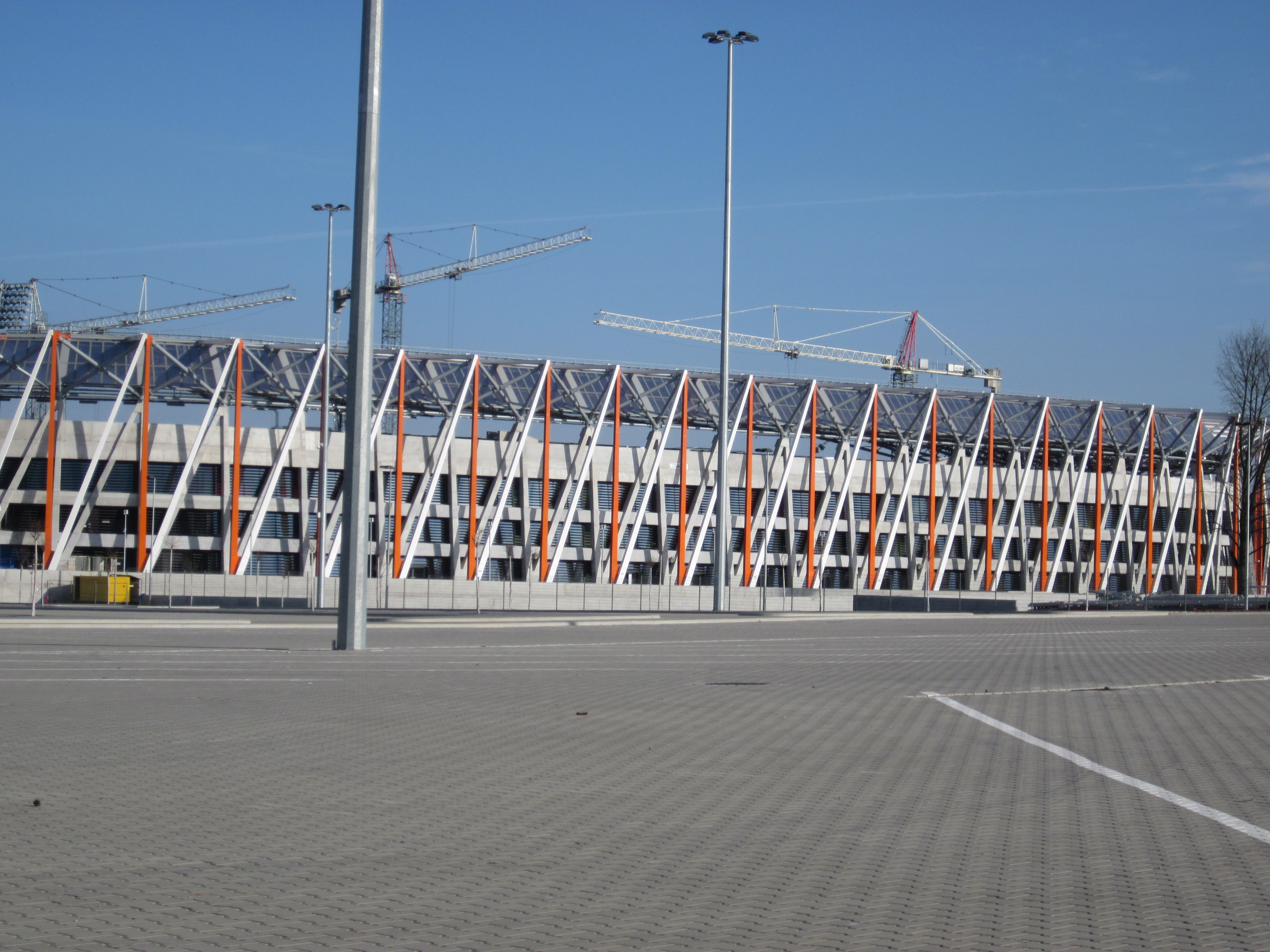
الملعب في أئناء الإنشاء.

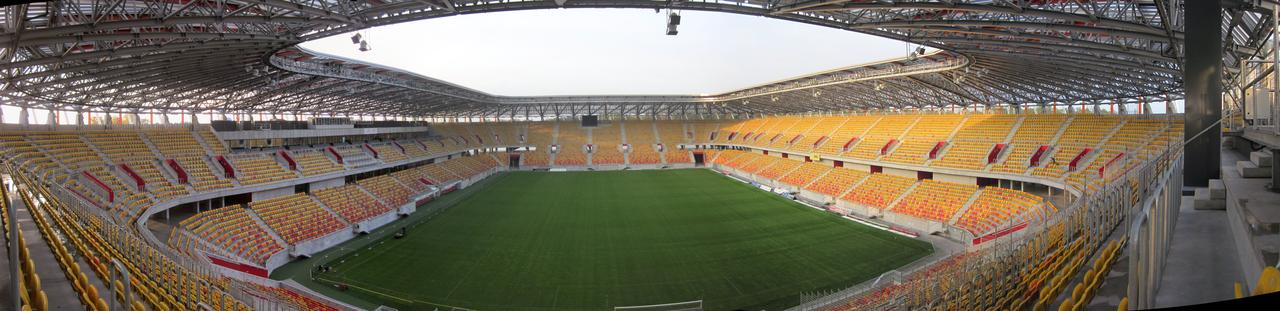
منظر بانورامي للملعب من الداخل.

## بطولات وإنجازات الفريق

### محلي
- الدوري البولندي الممتاز (لقب وحيد)
2023–24
- كأس بولندا (لقب وحيد):[42] 
2009–10[43]
- كأس السوبر البولندي (لقب وحيد):[44] 
1990
- الدوري البولندي الدرجة الأولى (لقب وحيد):[45] 
1986–87

## المدربين عبر التاريخ
آخر تحديث كان بتاريخ 2 يناير 2021 : 
| م  | اسم المدرب            | فترة التدريب   | فترة التدريب   |
| م  | اسم المدرب            | من             | إلى            |
| -- | --------------------- | -------------- | -------------- |
| 1  | جانوش فويسيك          | 1 يناير 1986   | 20 أكتوبر 1987 |
| 2  | فيتولد مروزيفسكي      | 15 مايو 1993   | 11 مايو 1994   |
| 3  | بوهدان كوشارسكي       | 1994           | 1994           |
| 4  | كازيميرز ميشالشوك     | 1994           | 1995           |
| 5  | ريتشارد كارالوس       | 1995           | 1996           |
| 6  | ليونارد أليكساندروف   | 1996           | 1996           |
| 7  | أندرزيه كاشيفسكي      | 1996           | 1996           |
| 8  | بيوتر فيشنيك          | 1996           | 1997           |
| 9  | ميروساف موسيوتشكي     | 1997           | 1998           |
| 10 | ألغيمانتاس ليوبينسكاس | 1 يوليو 1998   | 31 ديسمبر 1998 |
| 11 | جاروساف بارتنوفسكي    | 1 يناير 1999   | 30 يونيو 1999  |
| 12 | فيتولد مروزيفسكي      | 1 يوليو 1999   | 30 يونيو 2000  |
| 13 | تادوتش غاتشينكسي      | 1 يوليو 2000   | 25 يونيو 2001  |
| 14 | فويتشيك لازاريك       | 26 يونيو 2001  | 2 يونيو 2002   |
| 15 | فيتولد مروزيفسكي      | 3 يونيو 2002   | 6 أغسطس 2004   |
| 16 | ميروساف ديميك         | 7 أغسطس 2004   | 31 أغسطس 2004  |
| 17 | آدم نافاوكا           | 1 سبتمبر 2004  | 19 أبريل 2006  |
| 18 | ميروساف ديميك (مؤقت)  | 20 أبريل 2006  | 25 أبريل 2006  |
| 19 | يوري شاتالوف          | 25 أبريل 2006  | 28 يونيو 2006  |
| 20 | ريشتارد تاراسيفيش     | 29 يونيو 2006  | 25 أبريل 2007  |
| 21 | آرتور بلاتيك          | 26 أبريل 2007  | 26 أبريل 2008  |
| 22 | داريوتش شيكيير (مؤقت) | 27 أبريل 2008  | 11 مايو 2008   |
| 23 | ستيفان بياياس         | 12 مايو 2008   | 14 سبتمبر 2008 |
| 24 | ميشال بروبيرز         | 15 سبتمبر 2008 | 21 يوليو 2011  |
| 25 | شيساف ميشنيفيش        | 22 يوليو 2011  | 22 ديسمبر 2011 |
| 26 | توماش هايتو           | 9 يناير 2012   | 21 يونيو 2013  |
| 27 | بيوتر ستوكوفيك        | 22 يونيو 2013  | 6 أبريل 2014   |
| 28 | ميشال بروبيرز         | 7 أبريل 2014   | 4 يونيو 2017   |
| 28 | إرينيوتش مامروت       | 12 يونيو 2017  | 7 ديسمبر 2019  |
| 29 | رافال غرزيب (مؤقت)    | 8 ديسمبر 2019  | 31 ديسمبر 2019 |
| 30 | إيفاييلو بيتيف        | 1 يناير 2020   | 30 يونيو 2020  |
| 31 | بوغدان زاك            | 1 يوليو 2020   | الآن           |

## وصلات خارجية
- http://www.jagiellonia.pl – official website
- http://sklep.jagiellonia.pl – official E-Shop
- http://www.jagiellonia.net
- http://www.jagiellonia.eu.org
- http://www.jagiellonia.neostrada.pl